# Seba-en-Sah
Seba-en-Sah (auch Tepi-a Sah; Erster des Herabkommenden) ist der altägyptische Name von Rigel (β Orionis), dem Hauptstern des altägyptischen Sternbildes Sah. 

## Mythologische Verbindungen

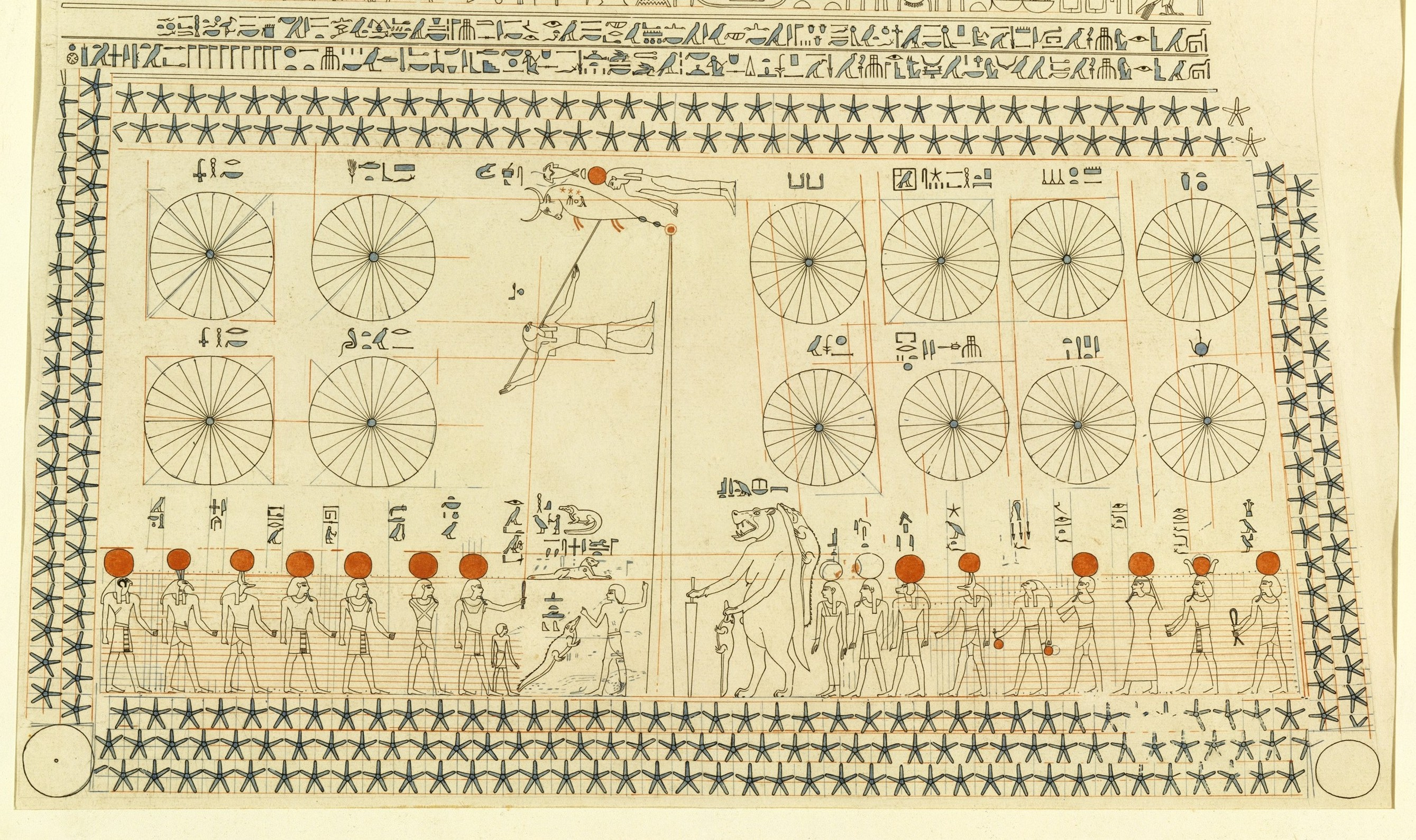
Die astronomische Decke im Grab des Senenmut

Seba-en-Sah spielte als Namensgeber für das Sternbild Sah und als Dekanstern auf der Deckendarstellung im Grab des Senenmut sowie im Tagewählkalender eine wichtige Rolle. In den ramessidischen Sternuhren repräsentierte Seba-en-Sah am 1. Achet IV den Beginn der fünften Nachtstunde. Rolf Krauss lehnt die Gleichsetzung von Seba-en-Sah mit Rigel aufgrund seiner Ausführungen zum Sothis-Zyklus ab. Seine Annahme, dass für den heliakischen Aufgang des Sirius zunächst Elephantine als Bezugsort gewählt wurde, schließt aus diesen Gründen die Zuordnung zu Rigel aus:

„Krauss muss dies tun,...da ansonsten seine gesamten Berechnungen hinfällig wären...Mittel dazu ist eine verzerrte und wesentliche Punkte unterschlagende Wiedergabe der anderen Argumentationen.“

In den ramessidischen Sternuhren ist die mitternächtliche Kulmination für den 23. und 24. Achet III vermerkt, die somit in der Mitte der siebten Nachtstunde stattfand. Bemerkenswert an diesem Datum ist die taggenaue Übereinstimmung mit den Angaben auf der Deckendarstellung im Grab des Senenmut, dessen astronomische Anordnungen 1463 v. Chr. verfasst worden sein müssen. Es wird deshalb sicherlich kein Zufall sein, dass die astronomischen Deckendarstellungen im Grab des Senenmut als Namensgeber für Dekananordnungen fungierten, die auch in ramessidischer Zeit noch immer als Kopien weiterverwendet wurden.
Ein weiterer Beweis für die Anfertigung von Kopien der Deckendarstellungen in späterer Zeit stellt das Fehlen des Planeten Mars dar, obwohl der Mars in anderen Texten Berücksichtigung fand.

## Stundenansetzungen
| Beginn der altägyptischen Nachtstunden für Seba-en-Sah im Jahr 1463 v. Chr. |                      |                          |
| Nachtstunde                                                                 | Ägyptischer Kalender | Gregorianischer Kalender |
| 12                                                                          | 1. Achet I           | 11. August               |
| 10                                                                          | 1. Achet II          | 10. September            |
| 8                                                                           | 1. Achet III         | 10. Oktober              |
| 7                                                                           | 16. Achet III        | 25. Oktober              |